# Bereg és Ugocsa k.e.e. vármegye

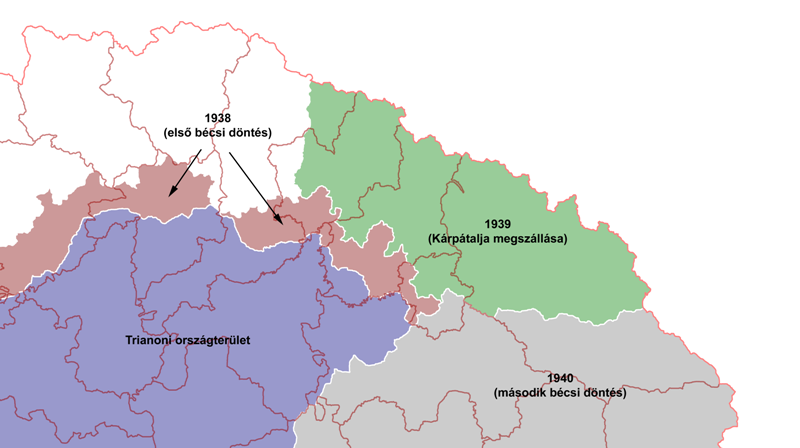
Magyarország északkeleti határának változásai 1937 és 1940 között.

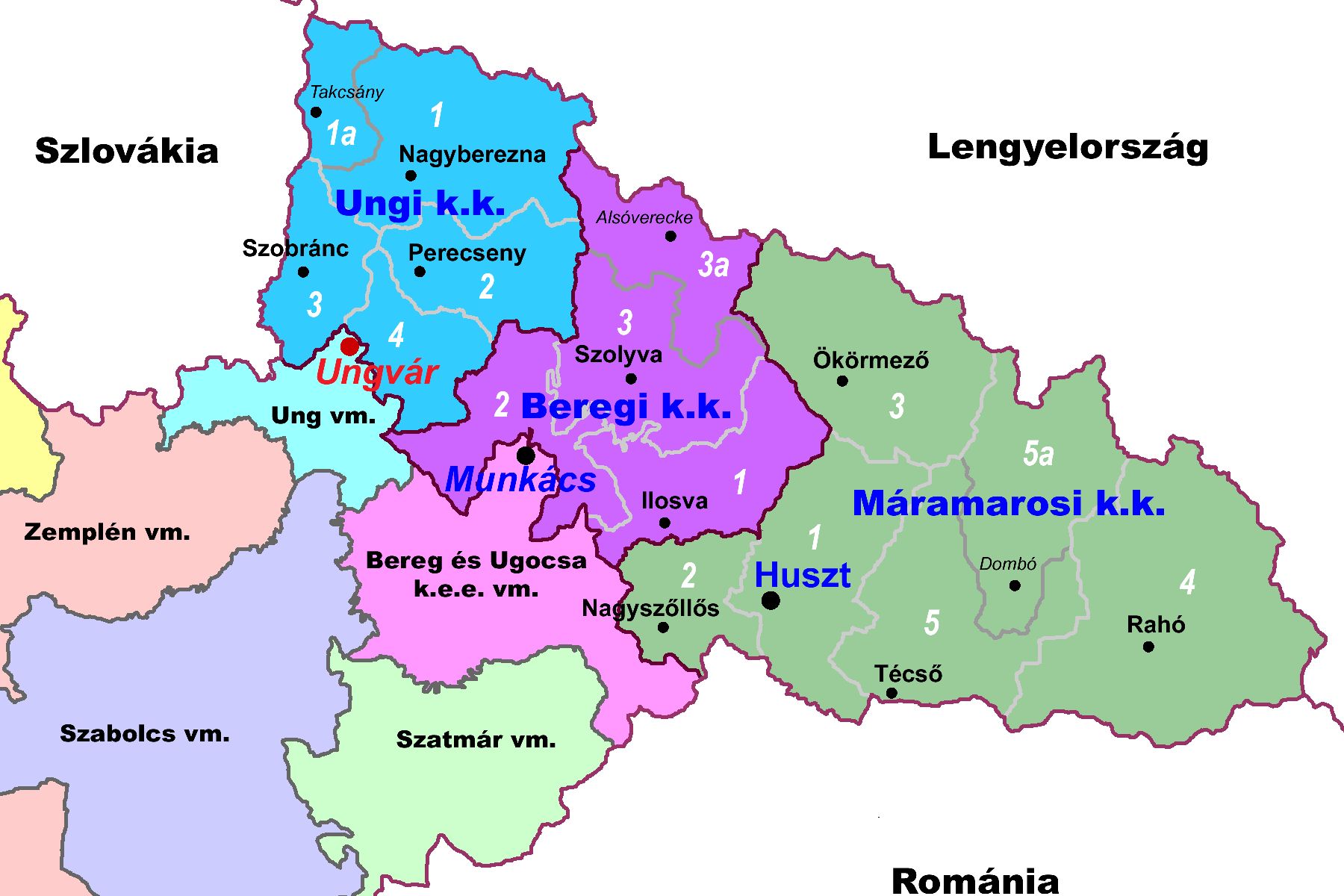
Kárpátalja közigazgatási beosztása 1939 tavasza (a magyar megszállás) és 1940 ősze (a második bécsi döntés végrehajtása) között

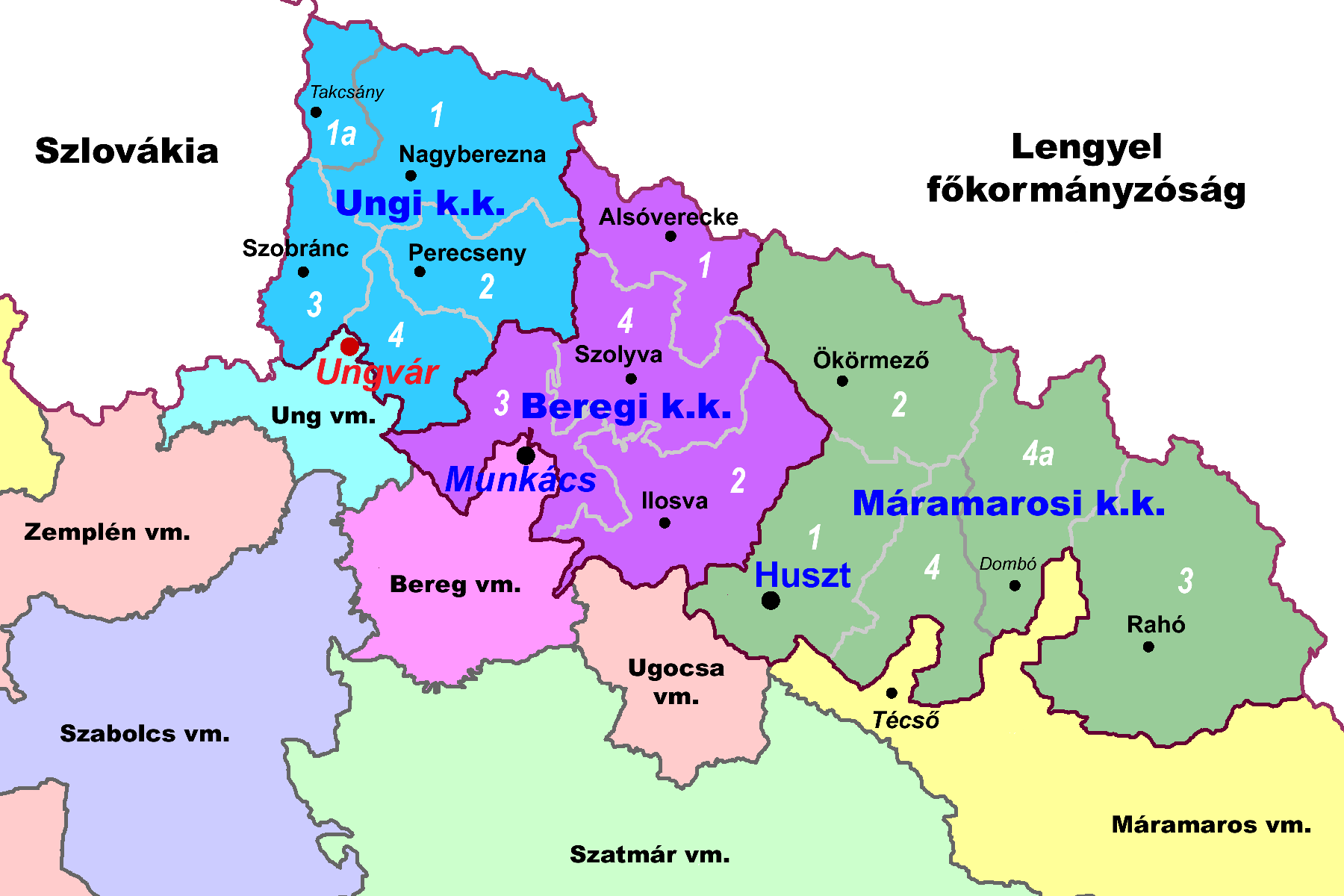
Kárpátalja közigazgatási beosztása 1941 elején a második bécsi döntés végrehajtása után

Bereg és Ugocsa közigazgatásilag egyelőre egyesített (k.e.e.) vármegye 1938-ban az első bécsi döntés következtében jött létre, amikor az egykori Bereg vármegye és Ugocsa vármegye jelentős területei újra magyar uralom alá kerültek. Ekkor ezeket a területeket, továbbá a két megyének az addig is Magyarországhoz, azon belül 1923 óta Szatmár, Ugocsa és Bereg k.e.e. vármegyéhez tartozott területét Beregszász székhellyel összevonták. A megye határai azonban több helyen eltértek az 1920 előtti megyehatároktól néhány község ide- vagy elcsatolása miatt.
A második bécsi döntés alapján 1940-ben magyar birtok lett többek között Ugocsa megye addig Romániához tartozott déli fele is, így Bereg és Ugocsa k.e.e. vármegye szétvált két önálló megyére.
A második világháború végén kötött fegyverszüneti megállapodást követően ismét az 1938 előtti határok álltak helyre, ezért 1945-ben újabb közigazgatási rendezésre került sor, melynek során a korábbi Szatmár, Ugocsa és Bereg közigazgatásilag egyelőre egyesített vármegyék területét Szatmár-Bereg vármegye néven végleg egyesítették. Az 1950-es megyerendezés során ez Szabolcs-Szatmár megye része lett, amit 1990-től Szabolcs-Szatmár-Bereg megyének neveznek.

## Terület és népesség
Bereg és Ugocsa k.e.e. vármegye területe lényegében a trianoni békeszerződés előtti Bereg és Ugocsa vármegyéknek az első bécsi döntés által megállapított országhatáron belül eső területével egyezett meg, eltérés csak két helyen volt. Egyrészt régi megyéje helyett ide osztották be Nagypaládot, Szatmár vármegye egyetlen Csehszlovákiához csatolt községét, másrészt viszont Ung vármegyéhez csatolták Kisdobrony és Nagydobrony községeket, melyek trianon előtt Bereghez tartoztak és szintén Csehszlovákiához csatolták őket 1920-ban.
A vármegye összesen 1642 km² nagyságú területéhez képest 436 km² esett a trianoni határokon belülre, 1204 km² pedig a visszatért területekre. A trianon előtti megyei beosztás szerint Bereg és Ugocsa vármegyék együttes területe 4999 km² volt, tehát az egykori területük mintegy egyharmada tartozott az új megyéhez.
Bereg és Ugocsa vármegye népessége 1939 közepén mintegy 168 ezer fő volt.
A legnépesebb települések Munkács (27 ezer) és a megyeszékhely Beregszász (19 ezer) voltak, rajtuk kívül egyetlen más település sem érte el az 5 ezer fős lélekszámot.

## Közigazgatási beosztás
A vármegye négy járásra (Beregszászi, Munkácsi, Tiszaújlaki és Vásárosnaményi) oszlott, melyek közül a Tiszaújlaki Ugocsa megye községeit (és a trianon előtt Szatmárhoz tartozott Nagypaládot), a Vásárosnaményi pedig a trianoni határokon belüli területet foglalta magába.
Bereg és Ugocsa megyéhez kezdetben – a települések jogállását a csehszlovák közigazgatástól átvéve – csak egy megyei város, Munkács tartozott. 1939. július 15-én a megyeszékhely Beregszász is megyei várossá alakult (a visszatért területek négy másik településével együtt), így a megyének fennállása második, bő egy évnyi szakaszában két városa volt.
A városok és a községek összes száma a megyében 1939. július 15-én 102 volt, a két város mellett 8 nagyközség és 25 körjegyzőségbe csoportosult 92 kisközség alkotta a közigazgatás helyi szintjét.